# Pericoma solitarium
Pericoma solitarium är en tvåvingeart som beskrevs av Satchell 1954. Pericoma solitarium ingår i släktet Pericoma och familjen fjärilsmyggor. Inga underarter finns listade i Catalogue of Life.